# Личность
Ли́чность — субъект социокультурной жизни, самораскрывающий свою индивидуальность в контексте социальных отношений, общения и предметной деятельности. Понятие «личность» неразрывно связано с социальной природой человека.
Под «личностью» могут понимать:
- человеческого индивида как субъекта отношений и сознательной деятельности («лицо» — в широком смысле слова);
- устойчивую систему социально значимых черт, характеризующих индивида как члена того или иного общества или общности.

Хотя эти два понятия — целостную индивидуальность человека или его социальный и психологический облик — терминологически вполне различимы, они употребляются иногда как синонимы.

## Понятие личности в лингвистике
- Языковая личность — совокупность способностей и характеристик человека, обусловливающих создание и восприятие им речевых произведений (текстов), которые различаются: а) степенью структурно-языковой сложности; б) глубиной и точностью отражения действительности; в) определённой целевой направленностью[3]. При этом языковая личность рассматривается не как часть многогранного понимания личности, а как "вид полноценного представления личности, вмещающий в себя и психический, и социальный, и этический, и другие компоненты, но преломлённые через её язык, её дискурс[3].

- Речевая личность — личность, реализующая себя в коммуникации, выбирающая и осуществляющая ту или иную стратегию и тактику общения, выбирающая и использующая тот или иной репертуар средств (как собственно лингвистических, так и экстралингвистических)[4]. Если языковая личность — это парадигма речевых личностей, то, наоборот, речевая личность — это языковая личность в парадигме реального общения[5].

- Коммуникативная личность — совокупность индивидуальных коммуникативных стратегий и тактик, когнитивных, семиотических, мотивационных предпочтений, сформировавшихся в процессах коммуникации как коммуникативная компетенция индивида, его «коммуникативный паспорт», «визитная карточка». Коммуникативная личность — содержание, центр и единство коммуникативных актов, которые направлены на другие коммуникативные личности, — коммуникативный деятель[6].

## Понятие личности в философии

### История развития взглядов на личность
- В раннехристианский период великие каппадокийцы (прежде всего Григорий Нисский и Григорий Богослов) отождествили понятия «ипостась» и «лицо» (до них понятие «лицо» в богословии и философии было описательным, им могли называть маску актёра или юридическую роль, которую выполнял человек). Следствием этого отождествления стало возникновение нового понятия «личность», неизвестного ранее в античном мире[7].
- В средневековой философии Фомы Аквинского (Сумма теологии, Ч1, в.29-30) личность (persona) воспринималась как синоним индивидуальной субстанции в её совершенной и разумной природе (in rationali natura).
- В новоевропейской философии личность понималась как гражданин
- В философии романтизма личность понималась как герой.

## Понимание личности в социальных науках
Согласно В. А. Ядову, в прочтении О. И. Маховской, в социальных науках XX века можно выделить как минимум четыре широких подхода к пониманию личности в соотношении с определённым пониманием культуры, и концептуализацией отношений культуры и личности:
1. Культура и бессознательное — психоаналитическая антропология, представленная в работах: З. Фрейда, у которого личность, и её глубинные поведения, ограничиваются и направляются культурой, понятой как система тотемов и табу; К. Г. Юнга, у которого самый глубокий уровень личности представляют архетипы.
2. Культура и личность — включает четыре концепта, в частности: «конфигурация культур» Р. Бенедикт, «базовая и модельная личность» А. Кардинера, Р. Линтона, А. Инкельса, «национальный характер» Ф. Л. К. Хсю, Дж. Горера; и сравнительно-культурный подход Дж. и Б. Уайтингов. Устойчивые культурные образования в данном направлении служат для формирования ядра идентичности каждой конкретной личности.
3. Культура и познавательные процессы — когнитивная антропология, представленная работами этнографов и психологов, занимавшихся проблемами детского развития, «примитивного» мышления и этносемантическими исследованиями, в частности, Ф. К. Бок, М. Коул, и др. С позиции этого направления, личность не оказывает существенного влияния на развитие познавательных процессов.
4. Социальная структура и личность объединяет три антропологические позиции — материалистическую — К. Маркс, Ф. Энгельс и их последователи, позитивистскую — М. Вебер, К. Мертон, и интеракционистскую (Дж. Г. Мид). Согласно представителям этого подхода, личность формируется в зависимости от положения, которое она занимает в рамках социальной структуры и несёт в себе черты культуры, к которой принадлежит.

## Понятие личности в психологии
Личность является базовой категорией и предметом изучения психологии личности. Личность — это совокупность выработанных привычек и предпочтений, психический настрой и тонус, социокультурный опыт и приобретённые знания, набор психофизических особенностей человека, определяющих повседневное поведение и связь с обществом и природой. Также личность наблюдается как проявления «поведенческих масок», выработанных для разных ситуаций и социальных групп взаимодействия.
В аналитической психологии К. Юнга структуру личности составляют следующие компоненты сознания и бессознательного (архетипы):
- самость
- тень
- анима и анимус
- эго
- персона.

### Устойчивые свойства личности
- Темперамент
- Характер
- Способности
- Мотивация

### Личность, индивид и индивидуальность
- Индивид ― отдельно взятый человек, представитель человеческого рода.
- Индивидуальность выражает специфику отдельного человека, причём специфика эта может носить наследственный или случайный характер.

## Понятие личности в религии

### Христианство
В христианстве (православии) личностями считаются:
1. Три Лица Святой Троицы
2. Ангелы и демоны (падшие ангелы)
3. Люди (как сотворённые по образу Бога)

Каждый человек непостижимо является полноценной личностью сразу же в момент своего зачатия в утробе матери. Однако, появившаяся по воле Божией, личность человека вечно раскрывается, развивается, обогащается, совершенствуется. Все люди (как и все ангелы) считаются свободными и уникальными (неповторимыми, созданными по образу Бога) личностями, в том числе: человеческие эмбрионы, младенцы, дети и другие.
Личность может быть способной и гениальной, а может быть бездарной и серой (невыразительной), притягательной и отвратительной, самоотверженной, героической и эгоистичной и мнительной, добродушной, любящей, честной и преступной, злобной, маниакальной, хитрой.
Что касается домашних животных и диких зверей (а, тем более, растений), то они не считаются личностями, но только особями, не имеющими (в отличие от людей) универсального самосознания, абстрактного (беспристрастного) суждения, стремления к познанию сути вещей, бесконечному самосовершенствованию — богоуподоблению, различному раскрытию своей личности и творчеству. Именно поэтому христианство категорически запрещает аборты (убийство зародившихся детей), но очень терпимо относится к убийству животных и вкушению их мяса.

### Буддизм
Буддисты считали слово «личность» равнозначным слову «душа» (санскр. атман) и для обозначения личности использовали слово «пудгала». Согласно анатмаваде или фундаментальной буддийской доктрине о «не душе», буддизм отрицает существование атмана, души, «я» и личности. Учение буддизма условно определяет личность как упорядоченную совокупность пяти групп элементов (скандх дхарм). В состав пяти групп входит физическая группа (тело и материальное, обозначаемые как рупа) и четыре «душевные» группы: 1) чувство приятного, неприятного и нейтрального (ведана), 2) способность проводить различия и образовывать понятия (санджня), 3) воля и деятельность, ведущие к образованию кармы (санскара) и 4) сознание (виджняна). Данные группы элементов не являются доказательством существования личности как чего-то самостоятельного, а показывают условность личности, являющейся, исходя из «высшей реальности», нереальной.
Первая истина из Четырёх благородных истин буддизма утверждает, что пять скандх, из которых образовывается личность, прямо связаны со страданием, яркими формами которого являются рождение, смерть, разлука с приятным и столкновение с неприятным. Остальные благородные истины указывают причину страдания, способ его прекращения и путь, ведущий к полному прекращению страдания. Вера в личность в буддизме порождает ошибочное состояние сознания, связанное с заблуждением и невежеством.